# Hällevadsholm
Hällevadsholm est une localité de la commune de Munkedal dans le comté de Västra Götaland en Suède.
Sa population était de 775 habitants en 2019.